# Пенка Мандулова
Пенка Велева Мандулова е български професор, д.м.н. по пулмология и фтизиатрия, произхождаща от копривщенския род Мандулови. Дъщеря е на народния учител Вельо Мандулов.
Пенка Мандулова е професор др. по вътрешни болести, пулмология и фтизиатрия, обща онкология и имунология. Пише учебници по белодробни болести и такива, свързани с туморите на белия дроб. Лечебната си практика провежда в Медицински университет в град Пловдив.
Професор Мандулова е записана в Международния регистър по имунотерапия на туморите, издаван в САЩ. На темите в областта на нейните компетенции има повече от петнадесет издания в чужбина и над сто участия в научни конференции в България.

## Професионална кариера
- Ръководител на Клиника по Пулмология, УМБАЛ „Свети Георги“. Пловдив;[2]

## Издания
- Мандулова, Пенка, колектив. Клиника и терапия на вътрешните болести.   Пловдив, Медицинско издателство Райков, 1997. с. 520.
- Карастанев, Иван Иванов; Карастанев, Иван Иванов, ред.; Бошев, Никола Атаннасов, ред.; Бошев, Никола Атанасов; Атанасов, Асен Николаев; Бошева, Мирослава Николова; Горанов, Стефчо Емилов; Джурджев, Атанас Борисов; Йочев, Стефан Христов; Карастанев, Красимир Иванов; Кузманова, Стефка Иванова; Мандулова, Пенка Велева; Миленков, Стоян Благов; Симеонов, Симеон Борисов; Станчев, Иван Найденов. Терапия на вътрешните болести: с лекарствен справочник.   Пловдив, ВМИ, 1997. ISBN 954-420-210-2.
- Боева, Виолина Генова; Добрев, Петър Стефанов; Златев, Асен Атанасов; Мандулова, Пенка Велева; Маринов, Христо; Милева, Жени Александрова; Милчев, Милко Краев; Николова, Пенка Георгиева; Петров, Анастас Петров; Петрова, Елисавета Георгиева; Петровска, Яна Иванова; Стефанова, Донка Иванова. Лечение на белодробните болести.   София, Медицина и физкултура, 1999. ISBN 954-420-216-1. с. 371.
- Vladimir A. Hodgev, Okan I. Aliman, Blagoi I. Marinov, Stefan S. Kostianev, Penka V. Mandulova. Cardiovascular and dyspnea response to six-minute and shuttle walk tests in COPD patients.   pubmed.ncbi.nlm.nih.gov.